# NGC 3156
NGC 3156是一个位于六分仪座的透鏡狀星系，距离地球7500万光年，1784年10月13日由威廉·赫歇爾发现。NGC 3156属于NGC 3166星系群。

## 画廊

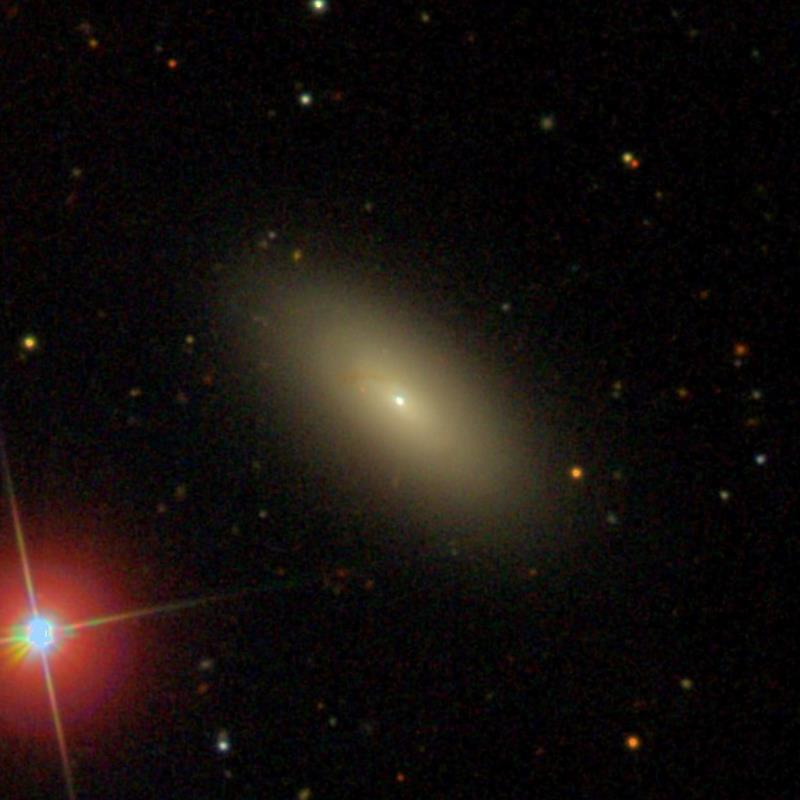
NGC 3156（SDSS DR14）
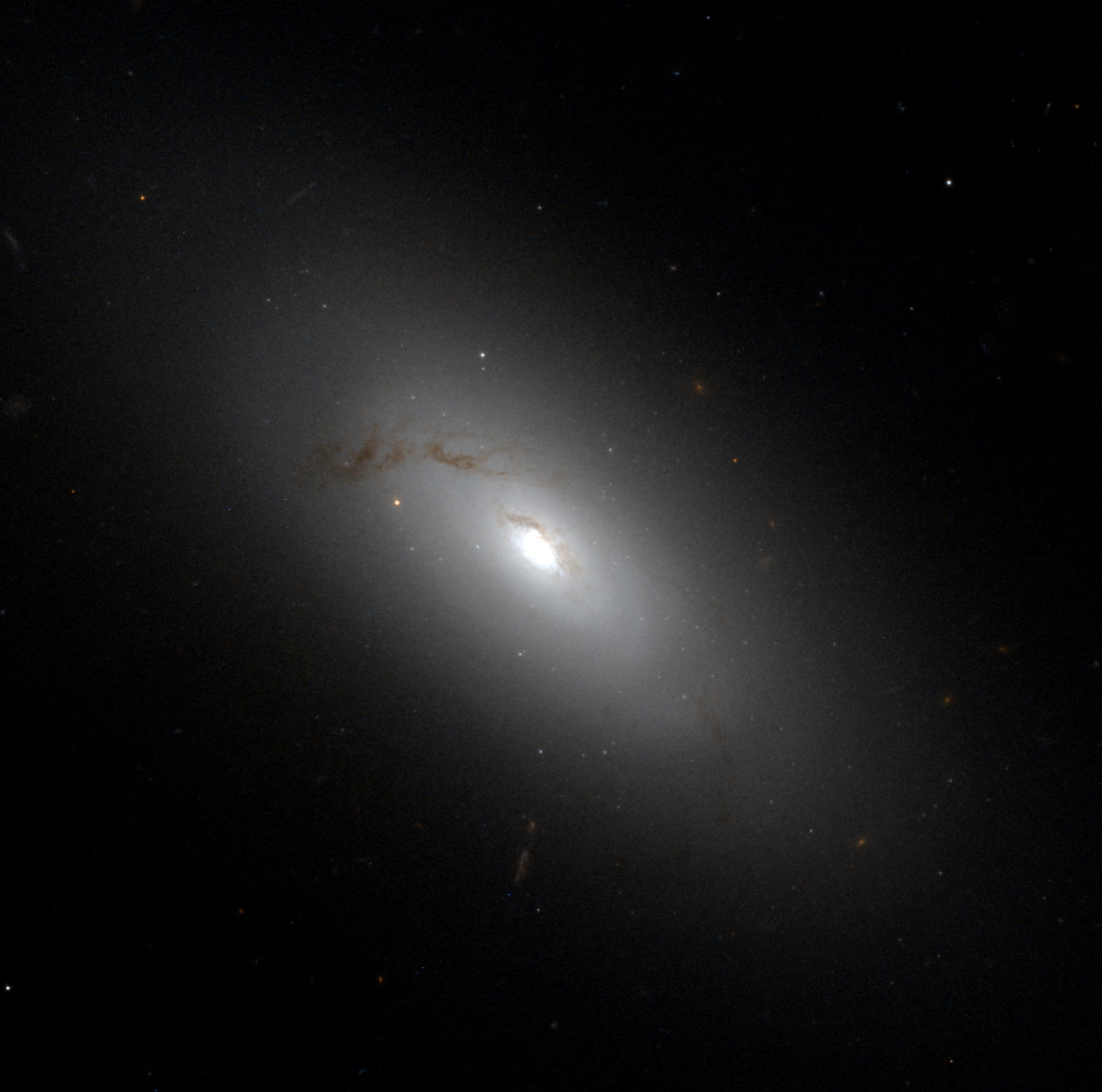
NGC 3156（HST）